# George Simpson (athlétisme)
Pour les articles homonymes, voir George Simpson et Simpson.
George Sidney Simpson, né le 21 septembre 1908 et décédé le 2 décembre 1961, était un athlète américain qui a participé aux Jeux olympiques d'été.
Simpson a été le premier à courir sur 100 yards en 9 s 4 mais ce record n'a pas été reconnu car il avait utilisé des starting-blocks.[source insuffisante] En 1930, il remportait le 220 yards des deux associations, la NCAA et l'AAU.[source insuffisante]
Aux Jeux olympiques d'été de 1932 à Los Angeles, il terminait quatrième sur 100 m mais remportait l'argent sur 200 m derrière Eddie Tolan mais devançant Ralph Metcalfe.

## Palmarès

### Jeux olympiques d'été
- Jeux olympiques d'été de 1932 à Los Angeles ( États-Unis) 
  - 4e sur 100 m
  -  Médaille d'argent sur 200 m

## Sources
- (de) Cet article est partiellement ou en totalité issu de l’article de Wikipédia en allemand intitulé « George Simpson (Leichtathlet) » (voir la liste des auteurs).